# Teddy Kollek

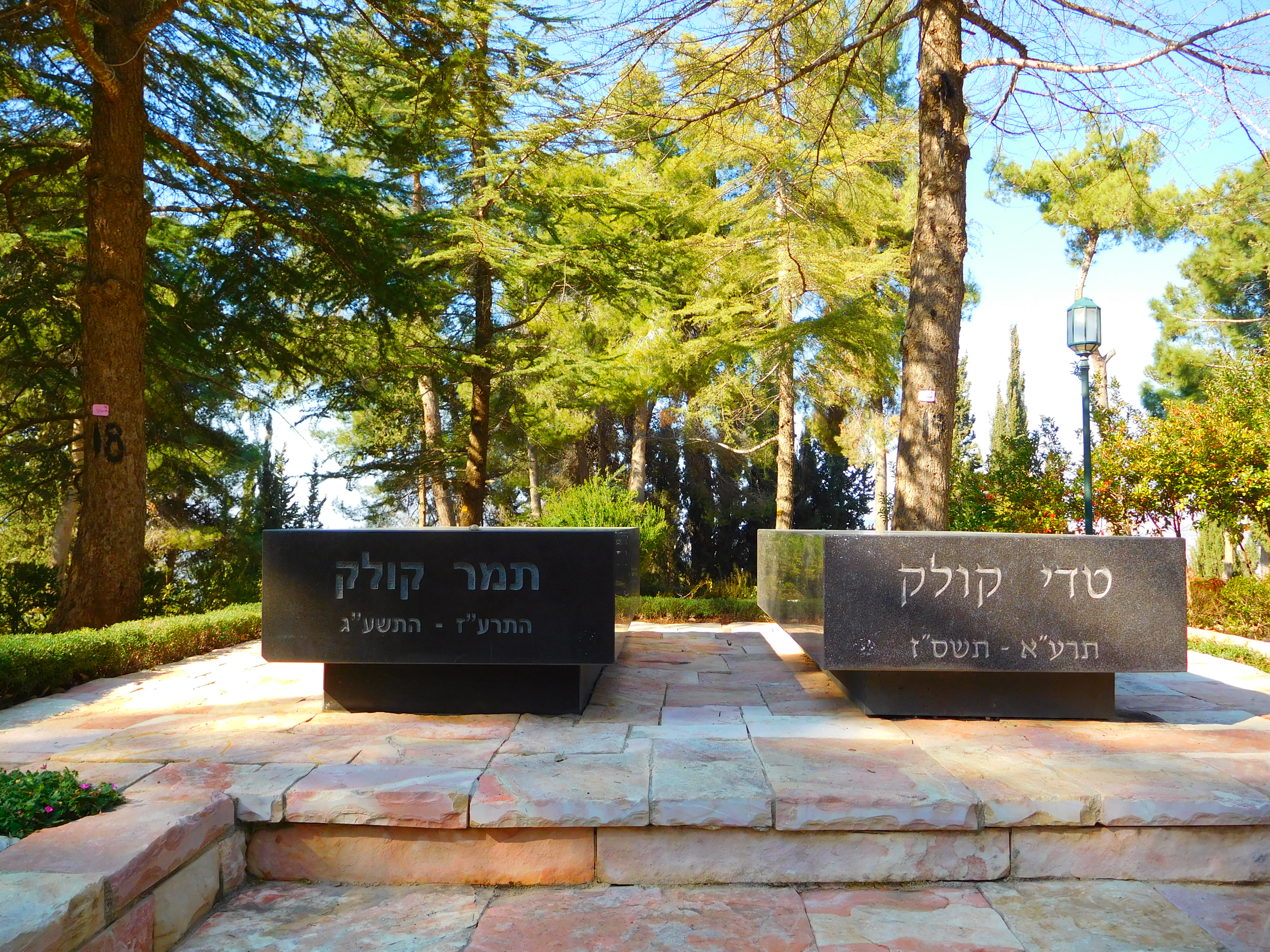
Grób Theodora Kollka i jego żony na Wzgórzu Herzla

Teddy Kollek, hebr. ‏טדי קולק‎, właśc. Theodor Kollek (ur. 27 maja 1911 w Nagyvázsony, zm. 2 stycznia 2007 w Jerozolimie) – izraelski polityk, wieloletni burmistrz Jerozolimy.

## Życiorys
Urodzony w wiedeńskiej rodzinie żydowskiej, syn Alfreda i Margaret z d. Fleischer, imię otrzymał na cześć ideologa syjonizmu Theodora Herzla. W młodości zaangażował się w działalność ruchu Blau-Weiss oraz organizacji He-Chaluc, dla której pracował w Czechosłowacji, Niemczech i Wielkiej Brytanii.
W 1934 roku wyemigrował do Palestyny. W 1937 roku był w gronie założycieli kibucu En Gew nad Jeziorem Tyberiadzkim, był również aktywnym działaczem Betaru.
Podczas II wojny światowej organizował emigrację Żydów europejskich do Izraela oraz ratunek młodych Żydów z III Rzeszy i terenów przez nią okupowanych. Kontaktował się m.in. z Adolfem Eichmannem. Był członkiem biura politycznego Agencji Żydowskiej, blisko współpracował z Haganą, a w 1942 roku otrzymał zadanie skontaktowania się z żydowskimi organizacjami podziemnymi w Europie.
Od 1947 roku przebywał w Stanach Zjednoczonych jako przewodniczący delegacji Hagany. Po powstaniu państwa Izrael został posłem w USA. Współpracował blisko z Davidem Ben-Gurionem, a w latach 1952–1964 pełnił funkcję dyrektora generalnego jego biura. Od 1965 roku był członkiem partii Rafi.
W 1965 został po wybrany na burmistrza Zachodniej Jerozolimy, zastępując Mordechaja Isz Szaloma. Po wojnie sześciodniowej (1967) i zajęciu przez Izrael całej Jerozolimy pełnił funkcję burmistrza przez sześć kadencji, wygrywając wybory w 1969, 1973, 1978, 1983 i 1989. W okresie pełnienia przez niego funkcji burmistrza otwarto m.in. Muzeum Izraela.
W 1993 mimo podeszłego wieku stanął po raz kolejny do wyborów na burmistrza, ale przegrał z kandydatem Likudu – Ehudem Olmertem.
Zmarł 2 stycznia 2007 roku, pochowany został na cmentarzu wojskowym na Wzgórzu Herzla.

## Nagrody i wyróżnienia
W 1988 otrzymał Nagrodę Izraela. Był również laureatem prestiżowej Nagrody Pokojowej Niemieckich Księgarzy (1985), odebrał doktorat honoris causa m.in. Uniwersytetu Ben Guriona w Beer Szewie oraz Uniwersytetu Wiedeńskiego. W 2001 wyróżniony został honorowym obywatelstwem Wiednia.
Został odznaczony m.in. Krzyżem Wielkim II klasy Orderu Zasługi Republiki Federalnej Niemiec.

## Życie prywatne
Żonaty (z Tamar Schwarz, od 1937), miał dwóch synów, Amosa oraz Osnata.

## Upamiętnienie
Jego imię nosi m.in. największy stadion w Jerozolimie. Jego imię nosiła ulica w Wiedniu, w tym samym mieście znajduje się także poświęcona mu tablica pamiątkowa.